# Коновалов, Александр Владимирович (дзюдоист)
Александр Владимирович Коновалов (род. 1 июня 1974) — российский самбист и дзюдоист, чемпион и призёр чемпионатов России по дзюдо, призёр чемпионата России по самбо, чемпион Европы по самбо, мастер спорта России международного класса по самбо и дзюдо, победитель командного чемпионата России в составе команды МВД, чемпион Европы и мира по дзюдо среди ветеранов. Выпускник Красноярского государственного педагогического университета. Капитан милиции. Преподаватель Краснодарского университета МВД. Спортивный директор СК дзюдо «Олимп» (Краснодар).

## Спортивные достижения

### Дзюдо
- Чемпионат России по дзюдо 1994 года — ;
- Чемпионат России по дзюдо 1997 года — ;
- Чемпионат России по дзюдо 1999 года — ;
- Чемпионат России по дзюдо 2000 года — ;
- Чемпионат России по дзюдо 2002 года — ;

### Самбо
- Чемпионат России по самбо 1996 года — ;
- Чемпионат России по самбо 1999 года — ;
- Чемпионат России по самбо 2001 года — ;
- Чемпионат России по самбо 2002 года — ;